# Le Verdier
Le Verdier é uma comuna francesa na região administrativa de Occitânia, no departamento de Tarn. Estende-se por uma área de 9,54 km². Em 2010 a comuna tinha 232 habitantes (densidade: 24,3 hab./km²).